# NGC 1173
NGC 1173 est une entrée du New General Catalogue qui concerne un corps céleste perdu ou inexistant. Cet objet a été enregistré par le sémiologue français Guillaume Bigourdan  le 31 décembre 1869 dans la constellation de Persée.